# Serbischer Fußballpokal 2019/20
Der Serbische Fußballpokal 2019/20 (auch Kup Srbije) war die 14. Austragung des serbischen Pokalwettbewerbs. Er wurde vom Serbischen Fußball-Bund (FSS) ausgetragen. Das Finale fand am 24. Juni 2020 im Stadion Čair von Niš statt.
Pokalsieger wurde Vojvodina Novi Sad. Das Team setzte sich im Finale gegen Titelverteidiger Partizan Belgrad durch. Vojvodina qualifizierte sich durch den Sieg für die 3. Qualifikationsrunde in der UEFA Europa League 2020/21.

## Modus
Alle Begegnungen wurden in einem Spiel ausgetragen. Endete ein Spiel nach 90 Minuten unentschieden, kam es direkt zum Elfmeterschießen. Bis zum Viertelfinale wurden die Mannschaften in zwei Töpfe platziert, so dass jedes gesetzte Team gegen ein ungesetztes antrat.

## Teilnehmer
| SuperLiga 2018/19 (16) | SuperLiga 2018/19 (16) | Prva Liga (13) | Prva Liga (13) | Regionale Pokalsieger (5)                                                               |
| --- | --- | --- | --- | --------------------------------------------------------------------------------------- |
| - FK Bačka - FK Čukarički - FK Dinamo Vranje - FK Mačva Šabac - FK Mladost Lučani - FK Napredak Kruševac - Partizan Belgrad - FK Proleter Novi Sad | - FK Rad Belgrad - FK Radnik Surdulica - FK Radnički Niš - Roter Stern Belgrad - FK Spartak Subotica - Vojvodina Novi Sad - FK Voždovac - FK Zemun | - OFK Bečej 1918 - FK Bežanija - FK Borac Čačak - FK Budućnost Dobanovci - FK Inđija - FK Javor Ivanjica - FK Metalac - FK Novi Pazar | - FK Radnički 1923 Kragujevac - FK Sinđelić Belgrad - FK Sloboda Užice - FK Teleoptik - FK Trajal - FK Zlatibor Čajetina - OFK Žarkovo - TSC Bačka Topola | - FK Bratstvo Prigrevica - FK Jagodina - FK Trepča - FK Vodojaža Grošnica - OFK Belgrad |

## Vorrunde
In dieser Runde sollten die fünf Sieger des Regionalpokals und die fünf schlechtplatziertesten Teams der Prva Liga (Serbien) 2018/19 aufeinander treffen. Im Sommer 2019 zogen drei Vereine aus der Prva Liga zurück. (FK Bežanija, FK Borac Čačak und  FK Sloboda Užice). Somit spielten zwei Teams des Regionalpokals gegen zwei Vertreter der Prva Liga. Die drei anderen regionalen Pokalsieger erhielten ein Freilos.
|                        | Ergebnis        |                |
| ---------------------- | --------------- | -------------- |
| 11. September 2019     |                 |                |
| FK Jagodina            | 0:0 (5:6 i. E.) | FK Teleoptik   |
| FK Bratstvo Prigrevica | 3:0             | OFK Bečej 1918 |
| OFK Belgrad            | Freilos         |                |
| FK Vodojaža Grošnica   | Freilos         |                |
| FK Trepča              | Freilos         |                |

## 1. Runde
Teilnehmer: Die fünf Sieger der Vorrunde, alle Teams der SuperLiga 2017/18 und elf Vereine der Prva Liga 2018/19 (Platz 1 bis 6, 8 bis 11 und 14).
|                        | Ergebnis        |                             |
| ---------------------- | --------------- | --------------------------- |
| 25. September 2019     |                 |                             |
| FK Sinđelić Belgrad    | 0:0 (4:2 i. E.) | FK Zemun                    |
| FK Napredak Kruševac   | 1:1 (3:4 i. E.) | TSC Bačka Topola            |
| FK Zlatibor Čajetina   | 1:4             | Vojvodina Novi Sad          |
| FK Inđija              | 2:0             | FK Dinamo Vranje            |
| OFK Belgrad            | 3:2             | FK Rad Belgrad              |
| FK Bratstvo Prigrevica | 1:3             | FK Mladost Lučani           |
| FK Budućnost Dobanovci | 1:4             | FK Radnički Niš             |
| FK Bačka               | 1:0             | FK Radnički 1923 Kragujevac |
| FK Mačva Šabac         | 1:0             | FK Metalac                  |
| FK Čukarički           | 3:1             | OFK Žarkovo                 |
| FK Spartak Subotica    | 2:0             | FK Novi Pazar               |
| FK Trajal              | 2:3             | FK Radnik Surdulica         |
| 9. Oktober 2019        |                 |                             |
| FK Vodojaža Grošnica   | 0:6             | Partizan Belgrad            |
| FK Proleter Novi Sad   | 2:1             | FK Javor Ivanjica           |
| FK Voždovac            | 2:2 (7:8 i. E.) | FK Teleoptik                |
| 10. Oktober 2019       |                 |                             |
| FK Trepča              | 0:8             | Roter Stern Belgrad         |

## Achtelfinale
|                     | Ergebnis        |                      |
| ------------------- | --------------- | -------------------- |
| 23. Oktober 2019    |                 |                      |
| OFK Belgrad         | 1:2             | FK Radnik Surdulica  |
| FK Inđija           | 2:1             | FK Proleter Novi Sad |
| FK Teleoptik        | 0:1             | FK Čukarički         |
| FK Radnički Niš     | 2:0             | FK Bačka             |
| Vojvodina Novi Sad  | 4:0             | FK Sinđelić Belgrad  |
| FK Mladost Lučani   | 1:1 (5:4 i. E.) | TSC Bačka Topola     |
| 20. November 2019   |                 |                      |
| Roter Stern Belgrad | 1:0             | FK Mačva Šabac       |
| 10. März 2020       |                 |                      |
| Partizan Belgrad    | 4:0             | FK Spartak Subotica  |

## Viertelfinale
|                     | Ergebnis |                     |
| ------------------- | -------- | ------------------- |
| 2. Juni 2020        |          |                     |
| FK Inđija           | 1:2      | Roter Stern Belgrad |
| 3. Juni 2020        |          |                     |
| FK Čukarički        | 3:2      | FK Radnički Niš     |
| FK Radnik Surdulica | 1:2      | Partizan Belgrad    |
| Vojvodina Novi Sad  | 2:1      | FK Mladost Lučani   |

## Halbfinale
|                  | Ergebnis |                     |
| ---------------- | -------- | ------------------- |
| 10. Juni 2020    |          |                     |
| FK Čukarički     | 0:1      | Vojvodina Novi Sad  |
| Partizan Belgrad | 1:0      | Roter Stern Belgrad |

## Finale
| Paarung            | Vojvodina Novi Sad – Partizan Belgrad |
| Ergebnis           | 2:2 n. V. (2:2, 1:0); 4:2 i. E. |
| Datum              | 24. Juni 2020 |
| Stadion            | Stadion Čair, Niš |
| Zuschauer          | 9.000 |
| Schiedsrichter     | Danilo Grujić |
| Tore               | 1:0 Miljan Vukadinović (38.) 2:0 Petar Bojić (55.) 2:1 Filip Stevanović (81.) 2:2 Strahinja Pavlović (90+6'.) Elfmeterschießen: 0:1 Bibras Natcho 1:1 Aranđel Stojković Uroš Vitas schießt über’s Tor 2:1 Miodrag Gemović 2:2 Filip Stevanović 3:2 Mladen Devetak Saša Zdjelar schießt über’s Tor 4:2 Stefan Đorđević |
| Vojvodina Novi Sad | Emil Rockov – Nikola Andrić, Slavko Bralić, Siniša Saničanin, Stefan Đorđević – Aranđel Stojković, Nikola Drnčić – Petar Bojić (81. Lazar Stojsavljević), Nemanja Čović (81. Dejan Zukić), Miljan Vukadinović (66. Miodrag Gemović) – Momčilo Mrkaić (55. Mladen Devetak). Cheftrainer: Nenad Lalatović               |
| Partizan Belgrad   | Vladimir Stojković – Nemanja Miletić, Bojan Ostojić (46. Uroš Vitas), Strahinja Pavlović, Slobodan Urošević – Aleksandar Šćekić (46. Seydouba Soumah), Saša Zdjelar – Lazar Marković (32. Filip Stevanović), Bibras Natcho, Takuma Asano (72. Bojan Matić) – Umar Sadiq. Cheftrainer: Savo Milošević                  |
| Gelbe Karten       | Siniša Saničanin, Petar Bojić, Nikola Andrić, Nikola Drnčić – Uroš Vitas, Filip Stevanović, Strahinja Pavlović |
| Platzverweise      | Nikola Simić (120.) – Nemanja Stevanović (120.) |
| Besonderheiten     | Während des Elfmeterschießens kam es am Spielfeldrand zur Rudelbildung. In deren Folge sahen beide Reservetorhüter die rote Karte. |